# 이호중학교
이호중학교(梨湖中學校)는 대한민국 경기도 안산시 상록구 본오동에 있는 공립 중학교이다.

## 학교 연혁
- 2010년 7월 29일 : 이호중학교 설립인가 (완성학급 30학급)
- 2011년 3월 1일 : 초대 김동일 교장 취임
- 2011년 3월 2일 : 제1회 입학식 (10학급 394명)
- 2012년 9월 1일 : 경기도교육청 혁신학교 지정
- 2014년 2월 11일 : 제1회 졸업식 (10학급 389명)
- 2023년 3월 1일 : 제4대 전영선 교장 취임
- 2024년 1월 5일 : 제11회 졸업식(10학급 275명)
- 2024년 3월 4일 : 제14회 입학식(10학급 283명)

## 참고 자료
- 이호중학교 - 한국교육학술정보원 학교알리미